# Manfred Fath
Manfred Fath (* 6. Mai 1938 in Ludwigshafen am Rhein) ist ein deutscher Kunsthistoriker und Museumsleiter.
Nach dem Studium der Kunstgeschichte, das er 1966 an der Universität Mainz mit der Promotion abschloss, wurde Fath Kunstrat bei der Stadt Ludwigshafen am Rhein, wo er die städtische Kunstsammlung betreute, die unter eher zufälligen Gesichtspunkten entstanden war. Er setzte sich für die Gründung eines Museums ein, dessen Grundlage die Sammlung von Wilhelm Hack werden sollte. 1979 wurde das Wilhelm-Hack-Museum eröffnet, und Fath wurde der erste Direktor.
1982 wechselte er auf die andere Rheinseite zur Stadt Mannheim. Er leitete bis 1984 die Kunsthalle Mannheim gemeinsam mit Heinz Fuchs, ehe er alleiniger Direktor wurde. In seiner Zeit gab es erstmals Sponsoren, überregional beachtete Ausstellungen und bedeutende Ankäufe. Fath bezeichnete diese Jahre später als seine beste Zeit, weil er alle Freiheiten hatte. 2003 ging er in den Ruhestand. Fath lebt in Ludwigshafen. Er hat zwei Söhne, von denen der jüngere, Sebastian (* 1972), eine Galerie für zeitgenössische Kunst in Mannheim betreibt.